# Lokomotiv Novossibirsk
Le Lokomotiv Novossibirsk, ou Sibirtelekom-Lokomotiv Novossibirsk, est un club russe de basket-ball issu de la ville de Novossibirsk. Le club appartient à la Superligue de Russie soit la deuxième division du championnat russe avant d'être dissous en 2011 et remplacé par le BC Novossibirsk (en).

## Entraîneurs successifs
- Depuis ? : Vladimir Koloskov